# Lew amerykański
Lew amerykański (Panthera atrox) – wymarły gatunek dużego ssaka drapieżnego z podrodziny panter (Panterinae) w obrębie z rodziny kotowatych (Felidae). Egzystował w plejstocenie od 35 000 lat temu, a wymarł prawdopodobnie 10 000 lat temu, pod koniec ostatniego zlodowacenia. Był prawdopodobnie potomkiem lwa jaskiniowego, który przeszedł przez most lądowy Beringa 35 000 lat temu. Żył w całej Ameryce Północnej, mógł też dotrzeć na terytorium dzisiejszej Argentyny i Chile. Jego środowiskiem były głównie prerie. Wyglądał identycznie jak lew afrykański. Miał większy mózg od swoich dzisiejszych kuzynów i biegał szybciej.
Lew amerykański był zbliżony wielkością do lwa jaskiniowego, jednak był trochę mniejszy i jest drugim co do wielkości podgatunkiem lwa jaki kiedykolwiek żył na ziemi. Miał 3,5 metra długości z ogonem (25% większy od dzisiejszego lwa afrykańskiego), samce ważyły średnio 275 kg a samice 175 kg. Jego głównymi konkurentami do zwierzyny były wilk szary, Canis dirus, kojot, gepard amerykański, puma, jaguar, hiena Chasmaporthetes ossifragus, niedźwiedź brunatny i przede wszystkim tygrys szablozębny oraz niedźwiedź krótkopyski, największy lądowy drapieżnik epoki lodowcowej.

## Taksonomia
Gatunek po raz pierwszy zgodnie z zasadami nazewnictwa binominalnego opisał w 1853 amerykański paleontolog Joseph Leidy w artykule poświęconym opisowi wymarłego amerykańskiego gatunku lwa opublikowanym w czasopiśmie Transactions of the American Philosophical Society; Leidy umieścił nowy takson w rodzaju Felis i nadał mu epitet gatunkowy atrox. Miejsce typowe to okolice Natchez w stanie Mississippi; czas skamieniałości datowany jest na plejstocen. Holotyp (sygnatura ANSP 12546) to lewa gałąź żuchwy z P3 i P4, M3 oraz złamanym kłem, ze zbiorów Academy of Natural Sciences of Drexel University.

### Etymologia
- Panthera: gr. πανθηρας panthēras ‘pantera, lampart’[6].
- atrox: łac. atrox, atrocis ‘straszny’[7].

## Galeria

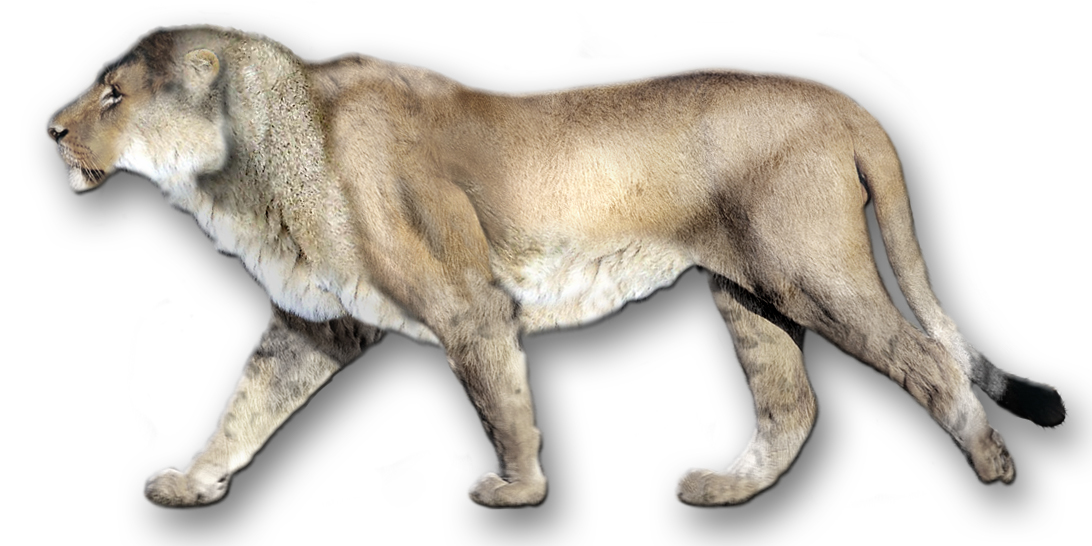
Rekonstrukcja Panthera leo atrox
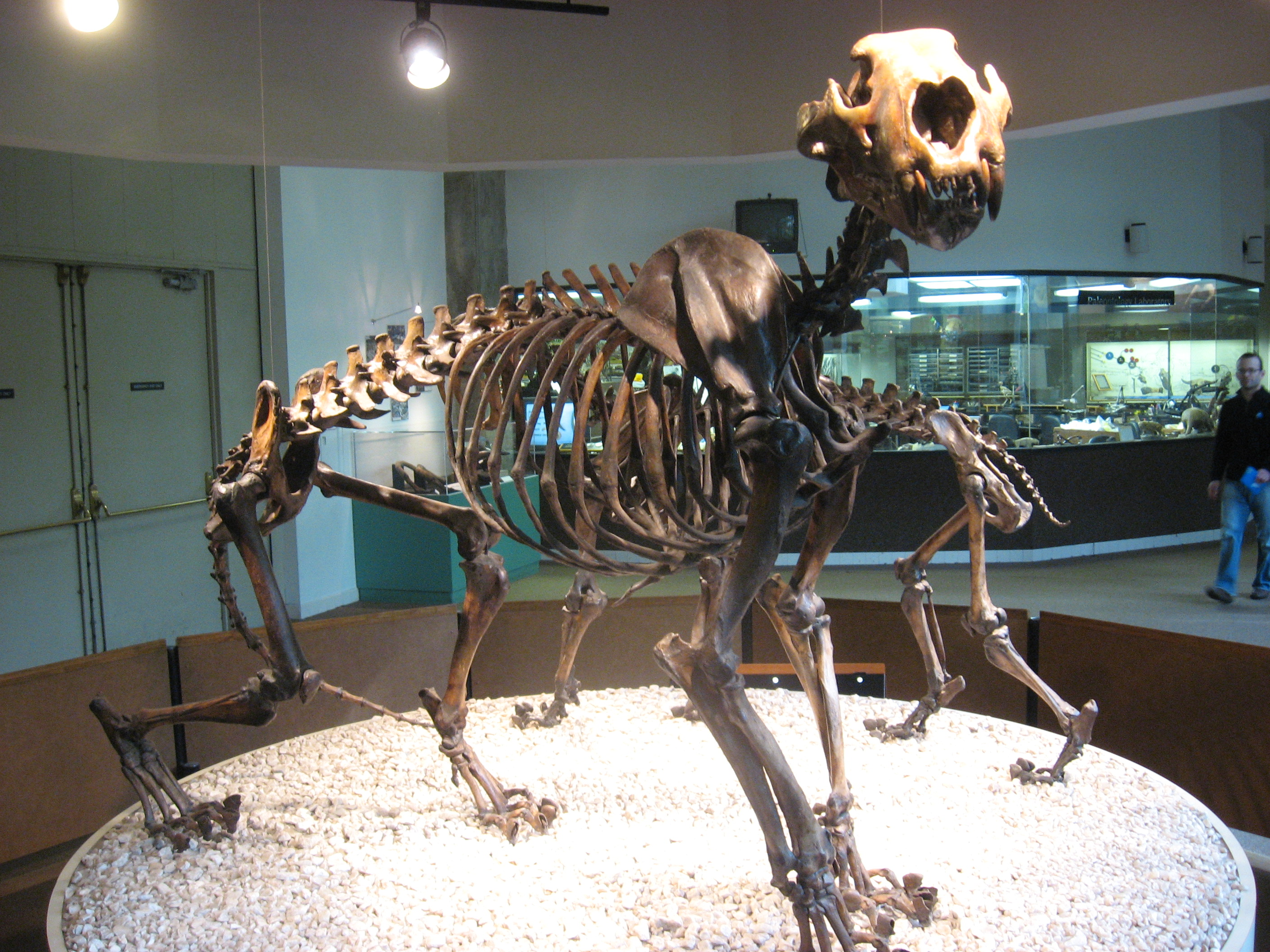
Skamieniały szkielet Panthera leo atrox znaleziony na Rancho La Brea
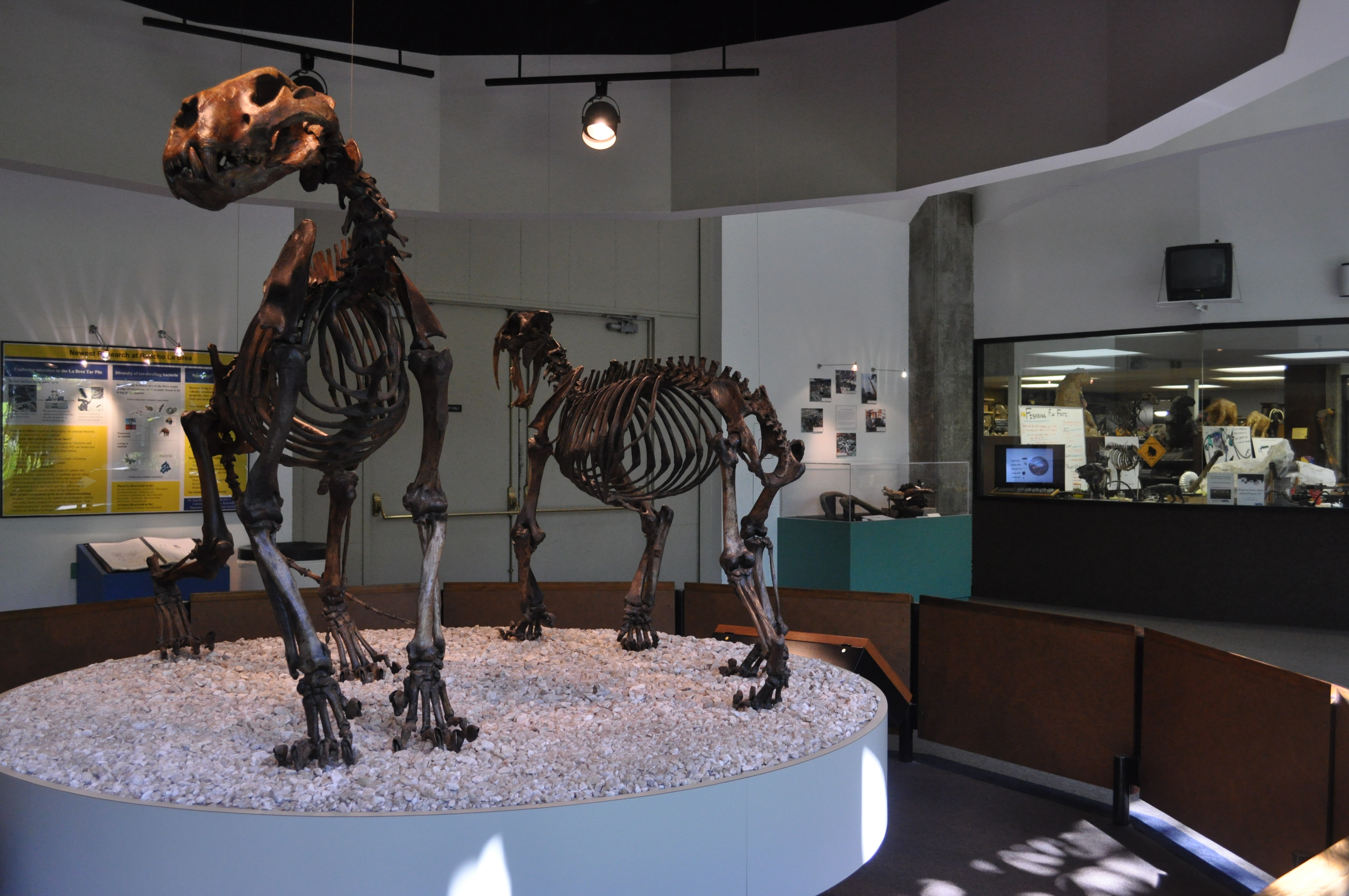
Szkielety Panthera leo atrox i Smilodon californicus znalezione na Rancho La Brea
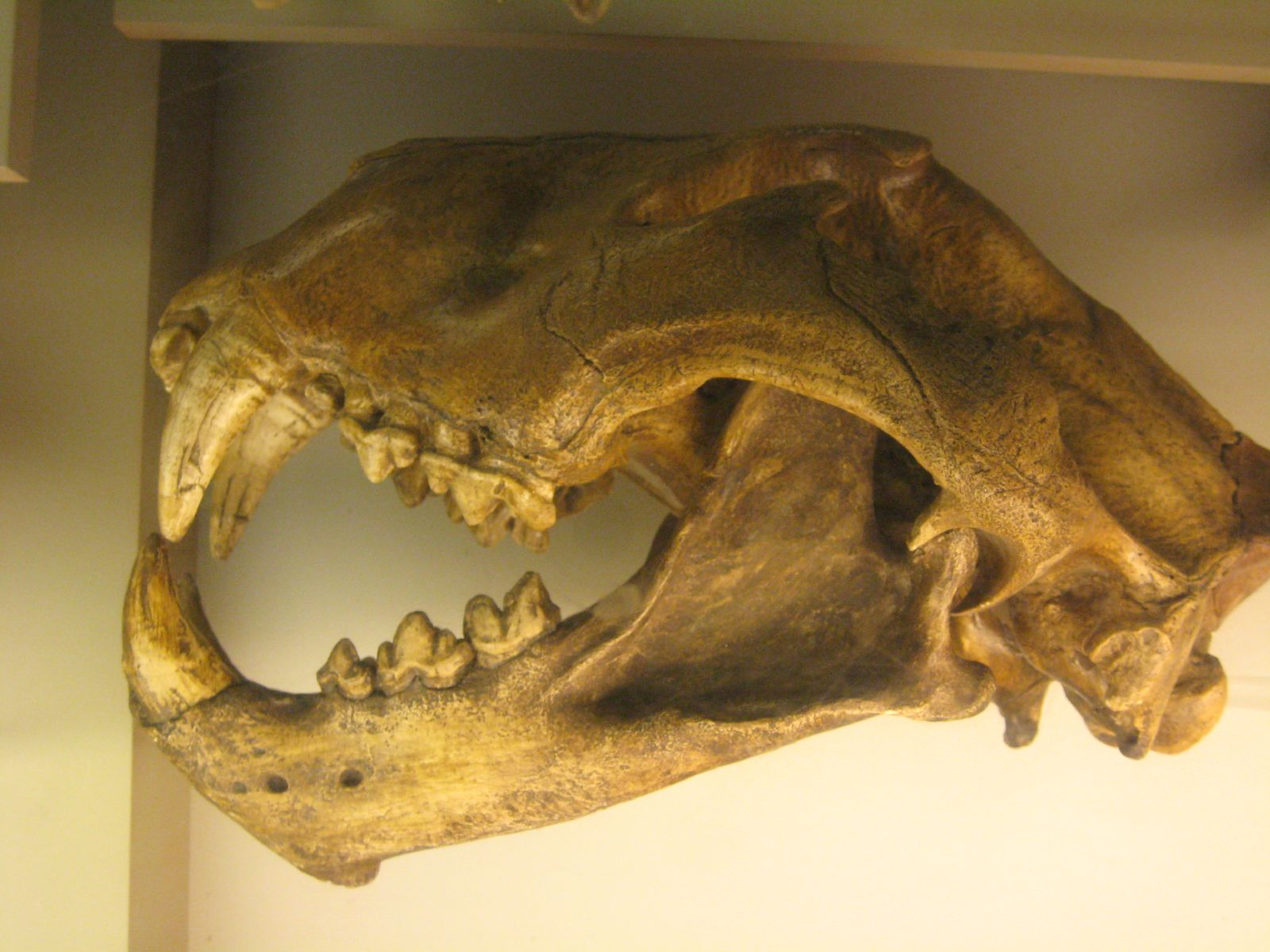
Czaszka Panthera leo atrox, Muzeum Historii Naturalnej w Waszyngtonie
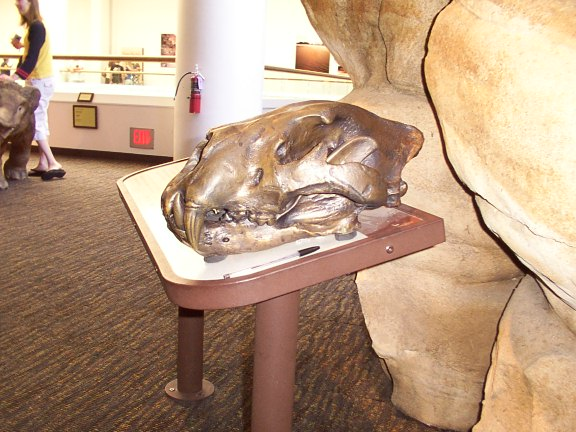
Wykonany z brązu odlew czaszki Panthera leo atrox, Muzeum Historii Naturalnej w San Diego